# Frederick Grace
Frederick Grace est un boxeur anglais né le 29 février 1884 à Edmonton et mort le 23 juillet 1964 à Ilford.

## Carrière
Quatre fois champion britannique de boxe amateur des poids légers entre 1909 et 1920, sa carrière est marquée par son titre de champion olympique de la catégorie aux Jeux de Londres en 1908 après sa victoire en finale contre son compatriote Frederick Spiller.

## Parcours auxJeux olympiques
Jeux olympiques d'été de 1908 à Londres (poids légers) :
- Bat Edward Fearman (Grande-Bretagne) 2-0
- Bat Matt Wells (Grande-Bretagne) 2-0
- Bat Frederick Spiller (Grande-Bretagne) 2-0

Jeux olympiques d'été de 1920 à Anvers (poids légers) :
- Bat Herman Nak (Pays-Bas)
- Perd contre Samuel Mosberg (États-Unis)